# Championnats d'Europe de karaté 1976
Les championnats d'Europe de karaté 1976 sont des championnats internationaux de karaté qui ont eu lieu à Téhéran, capitale de l'Iran, en 1976. Cette édition fut la onzième des championnats d'Europe de karaté seniors organisés par la Fédération européenne de karaté chaque année depuis 1966.

## Organisation
La décision d'organiser les onzièmes championnats d'Europe de karaté dans la capitale iranienne, loin du continent européen, est prise dans le courant de l'année 1976. Elle doit beaucoup à la personnalité de Soke Farhad Varasteh, qui fut, selon lui, le fondateur du premier club officiel de son pays aux alentours de 1966.
En 1972, ce professeur de karaté reçoit une lettre de la WUKO. Cette lettre lui indique qu'il pourra emmener avec lui une équipe aux championnats du monde de 1972 à la condition qu'il obtienne du comité olympique iranien une lettre attestant que cette équipe représentera officiellement l'Iran. Les autorités lui accordent ce document et il peut donc assister au congrès international consacré à son sport qui se tient dans la capitale française à cette occasion.
Il se fait remarquer par les débats qu'il engage sur les aspects techniques de la discipline en utilisant aussi bien l'anglais que l'espagnol ou le français. Il se fait aussi remarquer par les suggestions qu'il fait pour assurer le succès à venir de la jeune fédération mondiale de karaté. Les délégués d'autres nations sont si impressionnés par son éloquence qu'ils l'élisent vice-président du WUKO, créé deux ans plus tôt. Dès lors, son influence et les résultats qu'obtiennent les karatékas iraniens dans les années qui suivent suffisent pour l'amener à convaincre les leaders du karaté européen réunis en congrès en 1976 d'accepter son pays comme membre de la fédération européenne et d'organiser les prochains championnats en Iran.
Treize pays font le déplacement jusqu'en Iran. Jacques Delcourt, qui préside alors les fédérations européenne et mondiale, fait partie du voyage. Sur place, il déclare Téhéran capitale de l'Europe. Soke Farhad Varasteh est quant à lui l'organisateur principal de l'événement en tant que président de la Fédération iranienne de karaté, un poste qu'il occupe depuis son retour de Paris en 1972.

## Résultats
Les championnats d'Europe organisés en Iran sont les premiers proposant plusieurs catégories de poids dans l'épreuve individuelle, en l'occurrence un total de trois.
Médaillé d'or par équipe aux championnats du monde de karaté 1975 organisés à Long Beach l'année précédente, le Britannique William Higgins l'emporte en finale du kumite individuel masculin open. Par ailleurs, c'est son équipe nationale, emmenée par Roy Stanhope, qui en fait l'un des plus beaux souvenirs de sa carrière, qui s'impose en kumite par équipe masculin. Les trophées sont remis aux membres par une princesse qui se trouve être la sœur du Shah Mohammad Reza Pahlavi.
De leur côté, les élèves de Soke Farhad Varasteh remportent une médaille d'or dans l'une des épreuves et une médaille d'argent dans chacune des deux autres catégories. L'Iran décroche également au moins une médaille de bronze, celle obtenue par Farrokh Moshfegh. Son compatriote Morteza Alborzi remporte quant à lui une quatrième place.